# Anserini
Anserini – plemię ptaków pływających z podrodziny gęsi (Anserinae) w obrębie rodziny kaczkowatych (Anatidae).

## Występowanie
Plemię obejmuje gatunki występujące w Eurazji, Ameryce Północnej, Ameryce Środkowej i na Hawajach.

## Systematyka
Do plemienia należą następujące rodzaje:
- Branta Scopoli, 1769
- Anser Brisson, 1760